# 羌渠部
羌渠部，為匈奴別部，為南匈奴氏族部落之一。為羯人的先祖。

## 歷史
羌渠部原為匈奴所屬部落，隨南匈奴投降漢朝，為南匈奴十九部落之一。
於東漢漢靈帝時，原為右賢王的羌渠，任南匈奴單于。